# Düztahir
Düztahir (ryska: Дюзтаир) är en ort i Azerbajdzjan.   Den ligger i distriktet Qusar Rayonu, i den nordöstra delen av landet, 180 km nordväst om huvudstaden Baku. Düztahir ligger 1 257 meter över havet och antalet invånare är 1 555.
Terrängen runt Düztahir är lite bergig. Närmaste större samhälle är Hil, 17,2 km öster om Düztahir. 
Omgivningarna runt Düztahir är en mosaik av jordbruksmark och naturlig växtlighet. Runt Düztahir är det ganska glesbefolkat, med 48 invånare per kvadratkilometer.